# 阿武咲奎也
阿武咲奎也，(1996年7月4日-），本名打越奎也，日本青森縣北津輕郡中泊町出身的前大相撲力士。他所屬的相撲部屋是阿武松部屋。身高176cm、體重155kg、血型O型。最高位置是西小結（2017年11月場所、2018年1月場所）。

## 背景
阿武咲生於本州北部的青森縣，他5歲時因祖父的鼓勵開始學習相撲，並開始在當地的健身房訓練。在接受NHK採訪時，他說：“我認為力士很酷”。在小學，初中和三本木農業高中時，他獲得了許多地方和地區的相撲錦標賽冠軍。2012年11月，他從高中畢業，開始專業相撲生涯。
他加入了阿武松部屋，並用阿武咲作自己的四股名。

## 生涯

### 早期生涯
在2013年3月在大阪舉行的比賽中，16歲的阿武咲初次亮相。他同年11月份迅速通過了下級部門，到達了幕下級。連續七場胜利紀錄使他於2015年1月晉升為十兩級力士，與更有經驗的對手進行比賽。但他在2015年11月的比賽中受傷，在2016年3月場所比賽中得5:10，他第一次在相撲生涯中被降級。他在五月份幕下級比賽中贏得了7次勝利，並被重新晉升為十兩。在2017年3月的比賽中取得了9勝6負的成績，首次晉升為幕內力士。

### 幕內生涯
阿武咲在他的第一場幕內級比賽中，他被排到前頭14枚目。他從開幕當天的比賽中打敗了大翔丸，最後得10-5的結果，他的被擊敗的對手包括其他有前途的年輕力士，如北勝富士大輝，石浦將勝和輝大士 ，以及更有經驗的敵人，如魁聖一郎和妙義龍泰成。他的努力讓他獲得了敢鬥賞，並在下一場比賽中晉升為前頭6枚目。在接下來的7月份的名古屋比賽中，他是唯一的兩名摔跤手之一，打敗了最終保加利亞人出身的碧山亘右，他完成了另外10-5的記錄。在2017年9月比賽中，他得10:5的紀錄，因打敗橫綱日馬富士公平得到一枚金星章。他也成為繼38代橫綱照國萬藏後第一位力士在首三場幕內級別比賽中得雙位數獎項的力士。
由於持續的右腳踝和右膝問題，阿武咲在2024年的最後兩場比賽中表現不佳，並面臨降級到幕下組的危險。2024年12月18日，相撲協會宣佈阿武咲退出職業比賽。在第二天的新聞發佈會上，阿武咲表示，他不會留在相撲協會，而是加入一家專門生產馬油護膚產品的公司。
他的斷髮式將在2025年6月1日舉行。
阿武咲以熱愛音樂而聞名，也非常喜歡卡拉OK。他已婚，有三個孩子。